# Glutophrissa punctifera
Glutophrissa punctifera är en fjärilsart som beskrevs av D'almeida 1939. Glutophrissa punctifera ingår i släktet Glutophrissa och familjen vitfjärilar.
Artens utbredningsområde är Puerto Rico. Inga underarter finns listade i Catalogue of Life.

## Bildgalleri

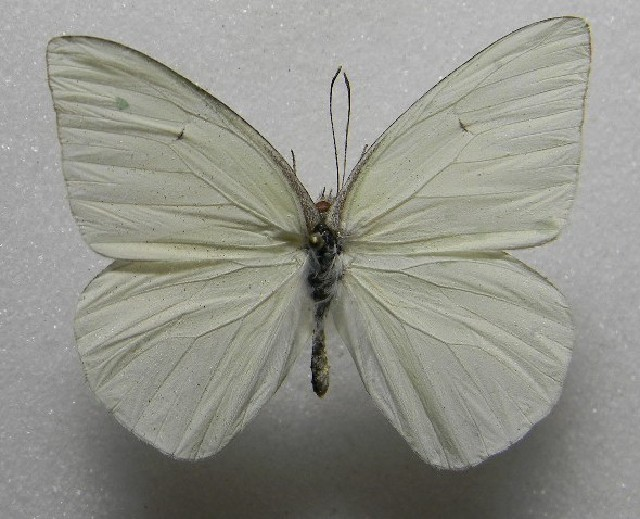
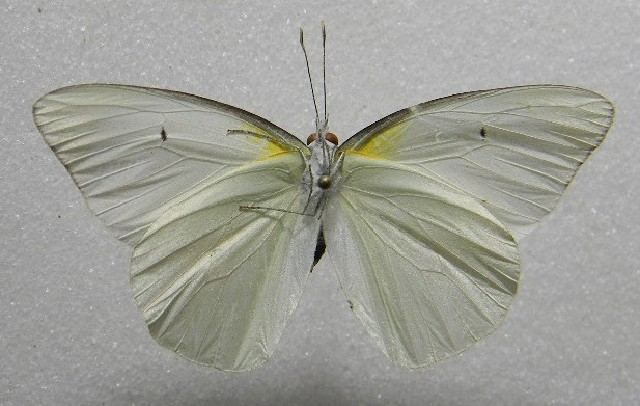